# Храм Петра и Павла (Ужур)
Храм Петра и Павла — приходской храм Красноярской епархии Русской православной церкви в городе Ужуре Красноярского края. Построен в 1824 году.

## История
Ужурский Храм Петра и Павла поставлен в 70-е годы XVIII века, как форпост на границе православия и язычества между русскими и инородческими поселениями и выполнял миссионерскую функцию. Первоначально храм в Ужуре был деревянный и однопрестольный во имя святых апостолов Петра и Павла. С постройкой храма в селе Ужурском Тобольской епархией в 1778 году учреждён Петропавловский приход в состав которого помимо села Ужурского вошли инородческие поселения, в нём числилось 233 двора с 1804 жителями. В 1812 году было создано Русское библейское общество, ставившее задачей распространения христианства. Во главе общества был поставлен обер-прокурор Святейшего Синода князь А.Н Голицын. Общество занималось переводом богослужебных книг с церковно-славянского языка на языки народов России, в том числе на некоторые сибирские.

## Описание
... Учащиеся Ужурской школы № 2 совместно со специалистами районного дома культуры в рамках проекта «С любовью к храму Петра и Павла» создали просветительский аудиолекторий, в котором авторы собрали и систематизировали материал по истории православия в Ужурском районе, о судьбе Петропавловского храма в городе Ужуре и возникновении православного прихода, о людях, связавших свою судьбу с православной церковью.Совет директоров в Ужуре
Храм открыт ежедневно с 9.00 до 18.00. В храме всегда дежурит священник, выполняющий все духовные потребности приходящих: духовный совет, крещение, освящение и пр. В праздничные дни, в дни особо чтимых святых, а также в дни особо чтимых икон, в честь Пресвятой Богородицы в этом храме совершается Божественная Литургия, праздничный молебен, а на кануне праздника Всенощное Бдение. Каждое богослужение или таинство непременно сопровождается проповедью.

### Главная икона
Икона Пресвятой Богородицы «Неопалимая купина»